# Tajov
Tajov es un municipio del distrito de Banská Bystrica en la región de Banská Bystrica, Eslovaquia, con una población estimada a final del año 2024 de 661 habitantes.
Se encuentra ubicado en la zona centro-norte de la región, cerca del río Hron —un afluente izquierdo del Danubio— y de la frontera con la región de Žilina.

## Demografía
| Año        | 1994 | 2004     | 2014     | 2024     |
| ---------- | ---- | -------- | -------- | -------- |
| Población  | 391  | 504      | 598      | 661      |
| Diferencia |      | +28,90 % | +18,65 % | +10,53 % |

| Año        | 2023 | 2024    |
| ---------- | ---- | ------- |
| Población  | 672  | 661     |
| Diferencia |      | −1,63 % |